# 梁长森
梁长森（1938年4月—2017年4月6日），男，汉族，安徽濉溪人，享受国务院政府特殊津贴专家，中华人民共和国政治人物、作家。

## 生平
1964年毕业于安徽师范大学（原合肥师范学院），1974年加入中国共产党。历任寿县四清工作队队员，安徽日报社农村组副组长，安徽科学技术出版社科技组组长，安徽科学技术出版社副社长，安徽文艺出版社副社长、社长，安徽省新闻出版局副局长等职务。1990年加入中国作家协会。1998年5月退休。2017年4月6日因病在合肥逝世，享年80岁。

## 社会兼职
曾兼任安徽省印刷技术协会理事长，安徽省书刊发行业协会会长，安徽省马克思主义文艺理论学会会长，安徽省政协文史委员会副主任。

## 著作
著有文集《艺术的思索》、《美的探求》、《我的人生路》。